# Chartreuse de Molsheim

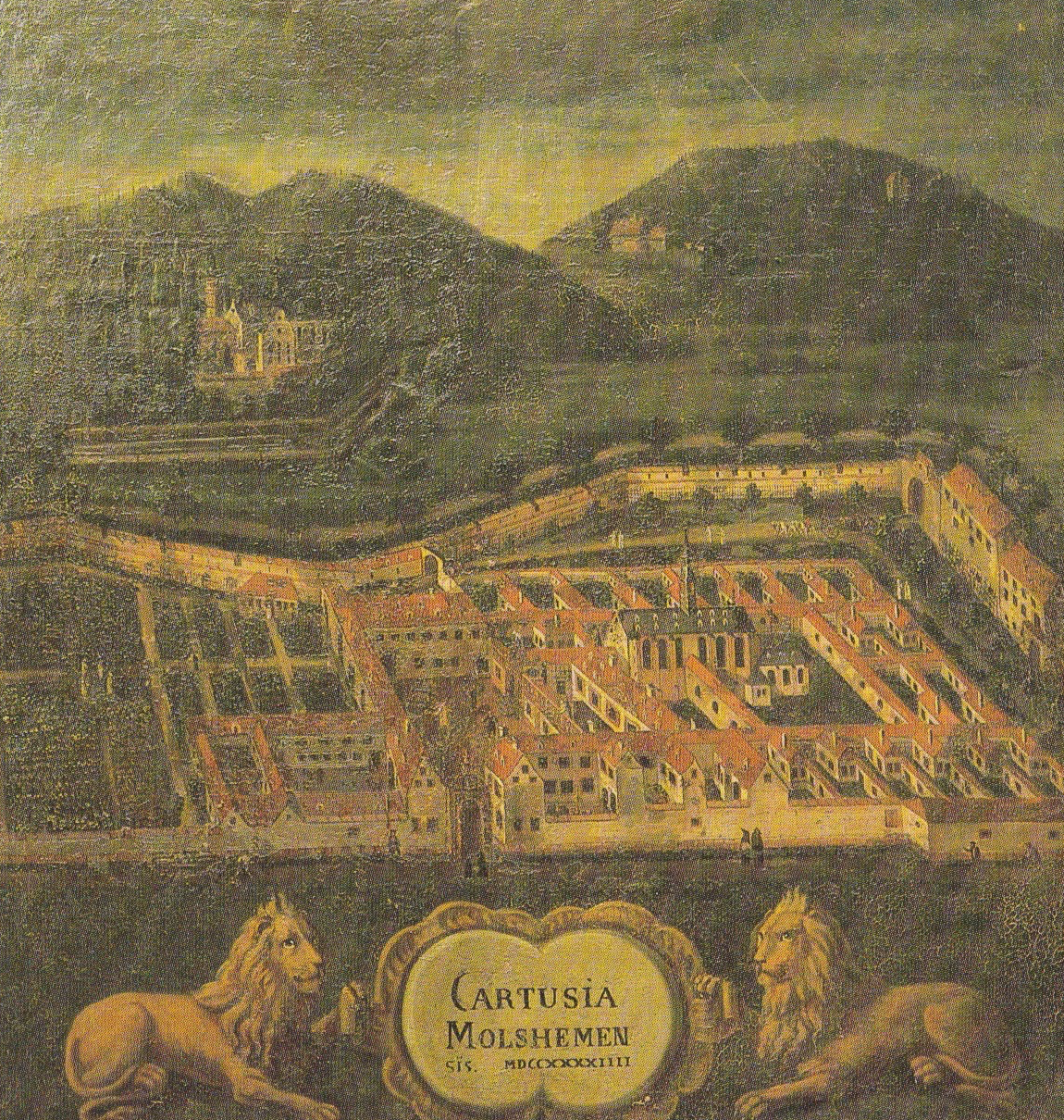
Ausschnitt aus einem Gemälde mit Ansicht der Kartause Molsheim (1744)

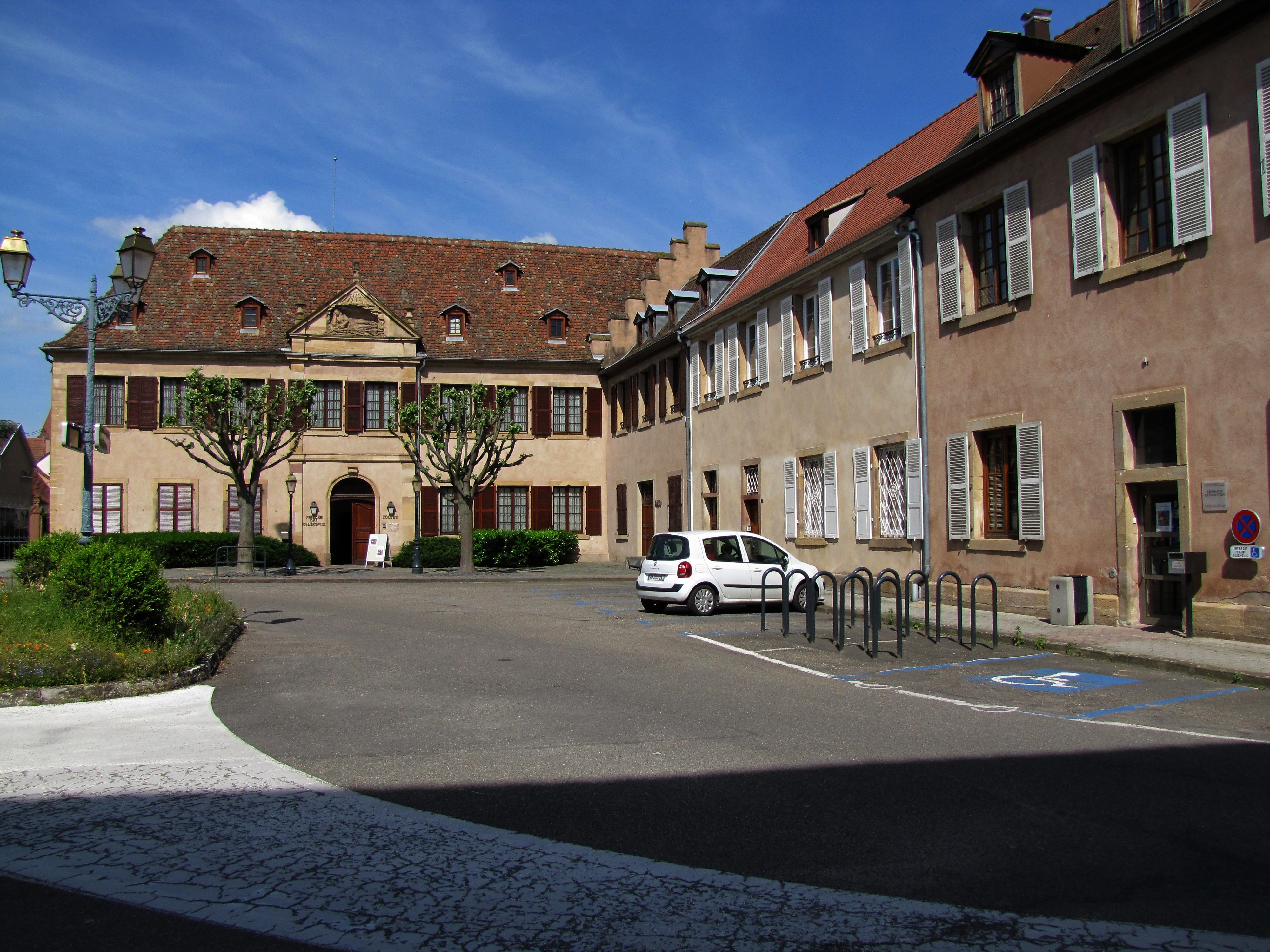
Das Prioratsgebäude, heute Museum

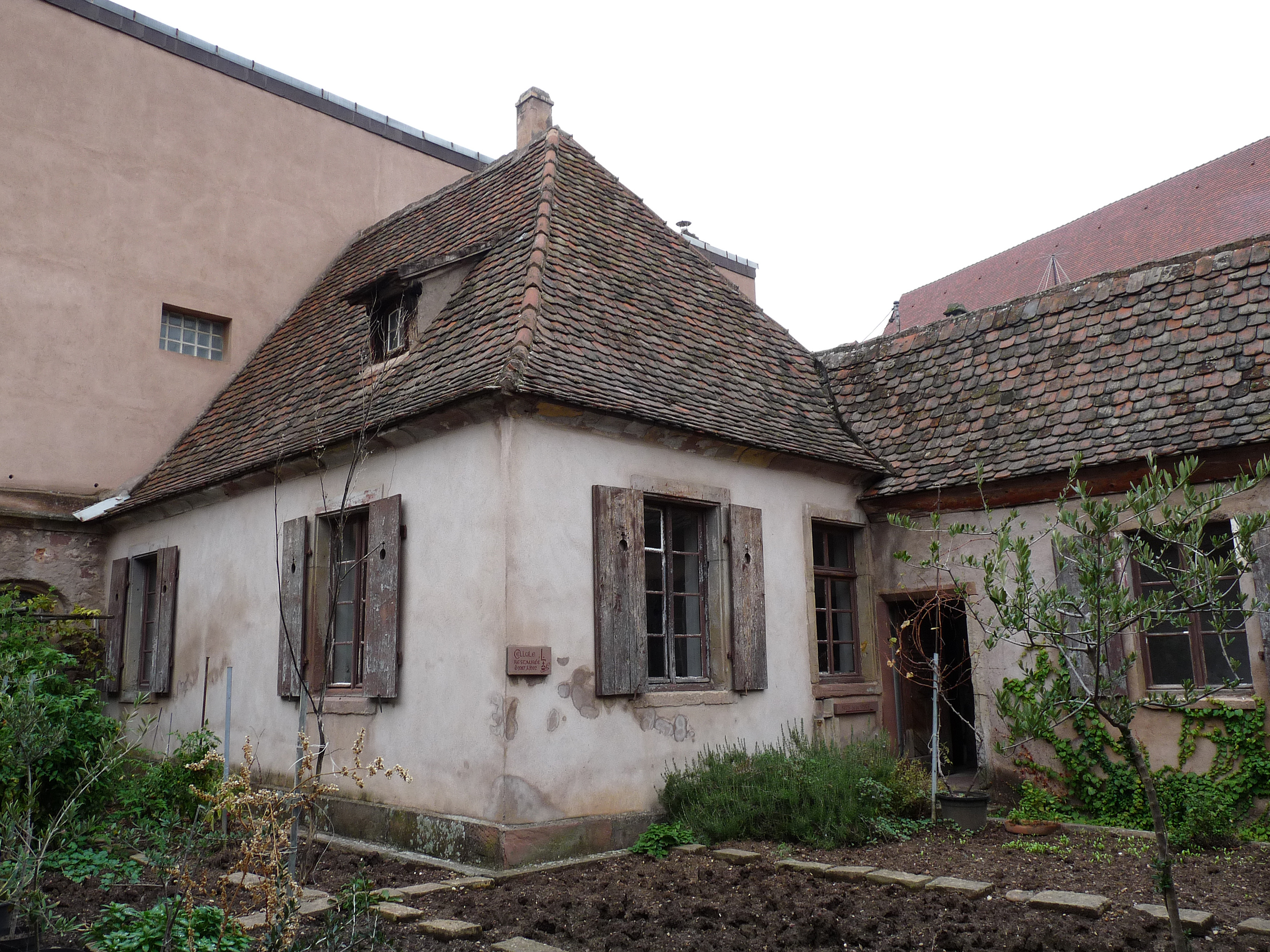
Erhaltene Klosterzelle

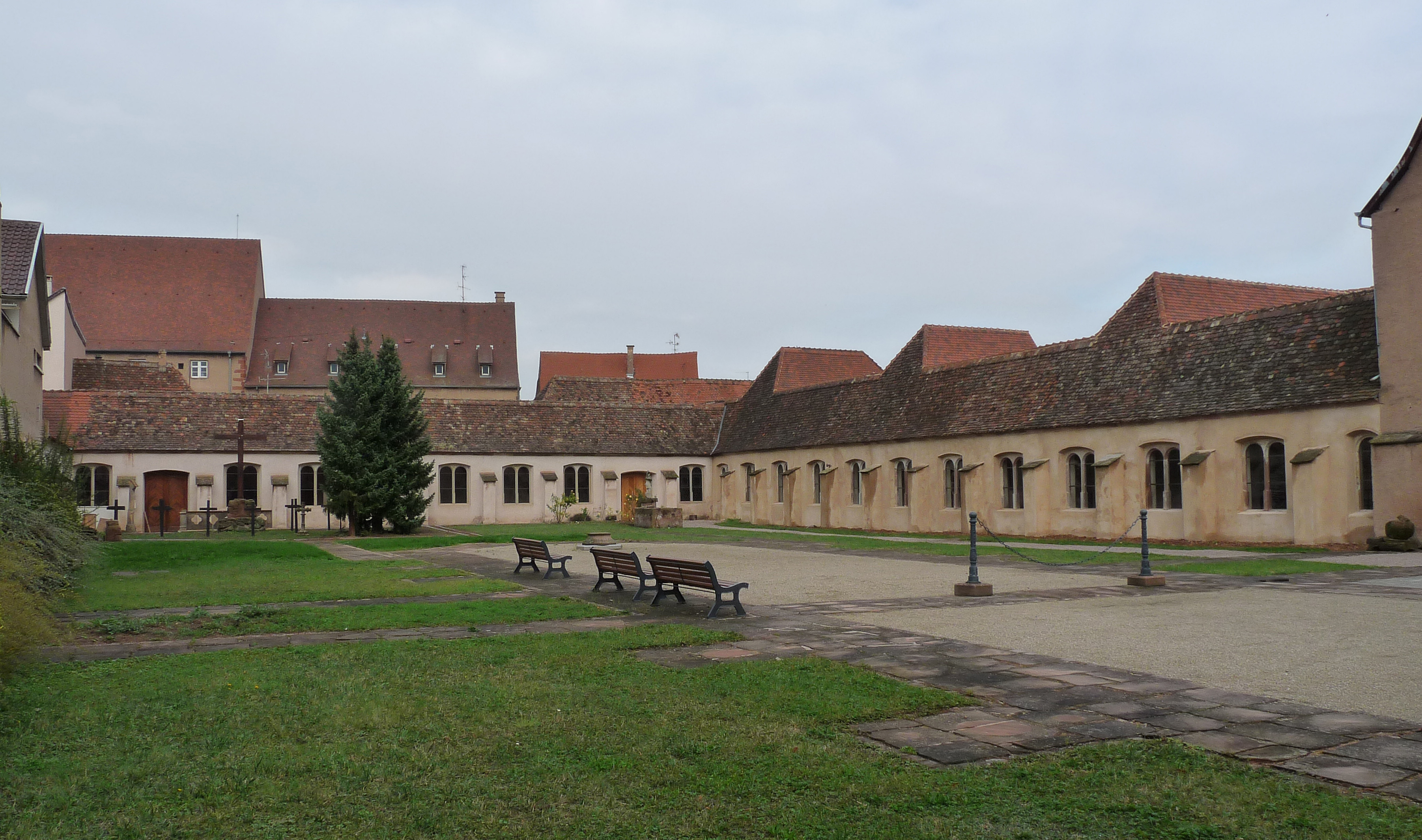
Erhaltene Wandelhallen des Klosters, am Boden sind die Fundamente der Kirche sichtbar

Die Chartreuse de Molsheim ist ein ehemaliges Kartäuserkloster in der Gemeinde Molsheim im Elsass. Seine erhaltenen Gebäude stehen als Monument historique unter Denkmalschutz.

## Geschichte
1335 gründeten die Kartäusermönche in Koenigshoffen bei Straßburg ein Kloster. 1591 wurde dieses im Zuge der Reformation zerstört und die Mönche inhaftiert. Die Kartäuser flüchteten nach Molsheim und gründeten dort ein neues Kloster. 1598 erwarben sie den alten Boecklerhof (Cour Boecklin). 1602 erhielten sie dann die Erlaubnis, ein Kloster zu bauen und bekamen von Heinrich IV. rund drei Hektar Land am Stadtrand von Molsheim. Die Bauarbeiten begannen im Nordosten des Geländes. 1606 bis 1609 wurde dann schließlich im Zentrum nach Plänen von Ulrich Tretsch die Kirche errichtet, um die später alle anderen Gebäude gruppiert wurden. Das Ordenskapitel erhielt seinen Sitz südöstlich der Kirche. Auf der Nordwestseite wurde ein Friedhof angelegt. Der weitläufige Gebäudekomplex des Klosters hatte 89 Gewölbe. Berühmt war das Kloster vor allem für seine 124 Buntglasfenster. Nach dem Untergang des Klosters wurden sie in der Nationalbibliothek von Straßburg aufbewahrt, wo sie allerdings 1870 einem Brand zum Opfer fielen. Geschaffen worden waren sie in den Jahren 1621 bis 1621 von den Straßburger Künstlern Laurent und Barthélemy Linck. 
Der Architekt der Kirche, Ulrich Tretsch errichtete in der Folge auch die 19 kleinen Klosterzellen. Die Häuschen waren über Wandelgänge um kleine Gärten miteinander verbunden. Um 1700 wurden sie umgebaut, teilweise auch im 19. Jahrhundert aufgestockt. Anfang des 18. Jahrhunderts wurde das Kloster erweitert. Dabei entstand das heute noch erhaltene Prioratsgebäude anstelle des Boecklerhofs, der 1698 abgerissen worden war. In der zweiten Hälfte des 17. Jahrhunderts wurde das Priorat um einen Flügel im Südosten erweitert. Im Nordosten baute man 1699 bis 1701 ein Gästehaus und ein Gebäude für den Prokurator des Ordens. 
Im Südosten des Klostergeländes entstand ein ausgedehnter Garten mit Brunnen und einem achteckigen Wasserbecken. Das gesamte Gelände war von einer hohen Mauer umgeben. 
1792 erreichte die Wut der Französischen Revolution auch das Kartäuserkloster. Die Mönche wurden vertrieben, die Kirche und die Bibliothek in Brand gesteckt. Die Klostergebäude dienten als Gefängnis und wurden 1796 zu Wohnraum umgebaut. 1842 wurde ein Teil der erhaltenen Klosteranlagen zu einem Spital umgewandelt. Ab 1980 erwarb die Gemeinde Molsheim die erhaltenen Klostergebäude und machte daraus 1985 ein Museum für Archäologie, Kunst und Geschichte. Außerdem ist in den Gebäuden eine Ausstellung der Bugatti-Stiftung untergebracht.

## Architektur und Ausstattung
Von der einstmals weitläufigen Anlage ist nur wenig erhalten. Im Zentrum steht das einstige Verwaltungsgebäude des Priors. Der zweigeschossige traufständige Putzbau besitzt acht Fensterachsen. Die beiden mittleren werden in einem Mittelrisalit gebündelt. Im Erdgeschoss sitzt hier ein einfaches Rundbogenportal. Der Risalit wird von einem Dreiecksgiebel bekrönt in dessen Giebelfeld unter einem Auge der Vorsehung Maria Magdalena in einer Grotte liegt. Ihre Hand ruht auf einem Totenschädel. Im Inneren führt eine Treppe mit steinerner Balustrade in das Obergeschoss. Hier hat sich ein kleiner Raum mit Kreuzgratgewölbe erhalten, der wohl die Kapelle für den Prior war. Ein Stufengiebel begrenzt das Dach zum rechtwinklig angebauten Nebengebäude.
Außerdem erhalten sind mehrere kleine Klosterzellen, in denen die Mönche lebten. Es waren ursprünglich 19 kleine eingeschossige Putzbauten mit Walmdach und kleinem Garten. Ursprünglich verbanden die weitläufigen Wandelhallen die einzelnen Klostergebäude und die Zellen. Einige dieser Hallen mit Zwillingsfenstern sind erhalten und zeugen von der Größe des Klosters. Nicht mehr erhalten sind das Atrium und die Aufenthaltsräume der Mönche. Auch die Kirche im Zentrum des Klostergeländes wurde zerstört. Das spätgotische Gotteshaus mit Gewölben und dreiseitigem Chorschluss wurde von einem Satteldach mit hohem Dachreiter gedeckt. Nach überlieferten Aussagen von Zeitzeugen soll die Kirche prächtig ausgestattet gewesen sein. Erhalten hat sich von dieser Ausstattung kaum etwas. Im Frauenhausmuseum in Straßburg werden einige Schnitzereien des Hochaltars aufbewahrt. Zwei Rokoko-Retabel stehen heute in Bernardvillé. Außerdem erhalten ist ein rechtwinkliges zweigeschossiges Klostergebäude mit Eckquadern und Stufengiebeln, in dem viele Jahre ein Krankenhaus untergebracht war.
Im Museum des Klosters werden einige Ausstattungsgegenstände, wie Geschirr und Sakralgegenstände, aber auch architektonische Ausstattung wie Säulen, bemalte Türen und steinerne Kruzifixe aufbewahrt.